# Myxus elongatus
Myxus elongatus är en fiskart som beskrevs av Günther, 1861. Myxus elongatus ingår i släktet Myxus och familjen multfiskar. Inga underarter finns listade i Catalogue of Life.